# Lampourde glouteron
Xanthium strumarium
Espèce
Classification APG II (2003)

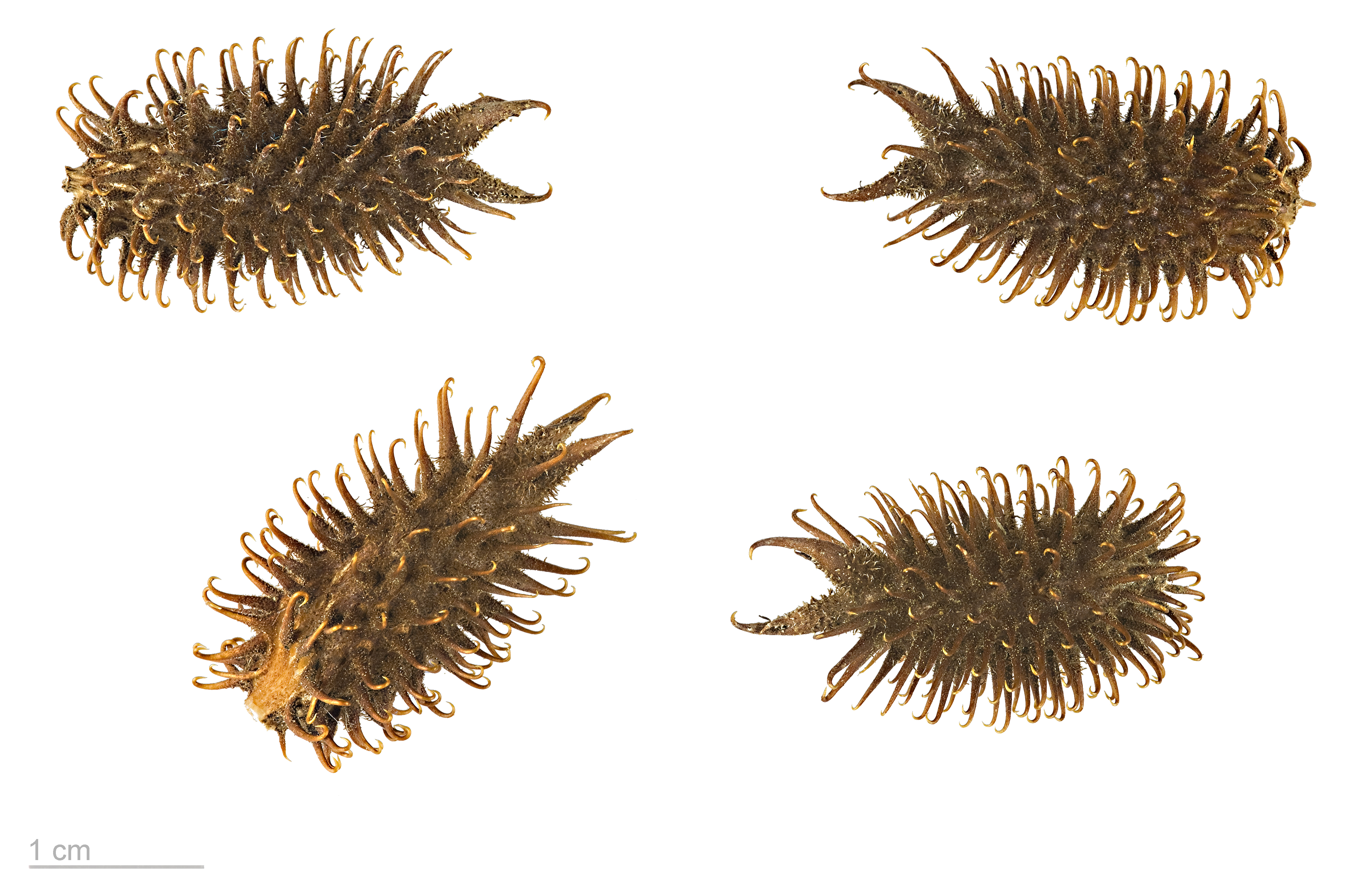
Xanthium strumarium au Muséum de Toulouse.

Xanthium strumarium L., la lampourde glouteron ou lampourde commune, est une espèce de plante à fleurs de la famille des Astéracées.
Cette espèce se retrouve en Europe, Asie occidentale, Sibérie, Inde, Afrique septentrionale et Amérique.

## Description
C'est une plante herbacée annuelle vigoureuse  dépourvue d'épines, à capitules ovoïdes gros et crochus, contenant 2 graines.

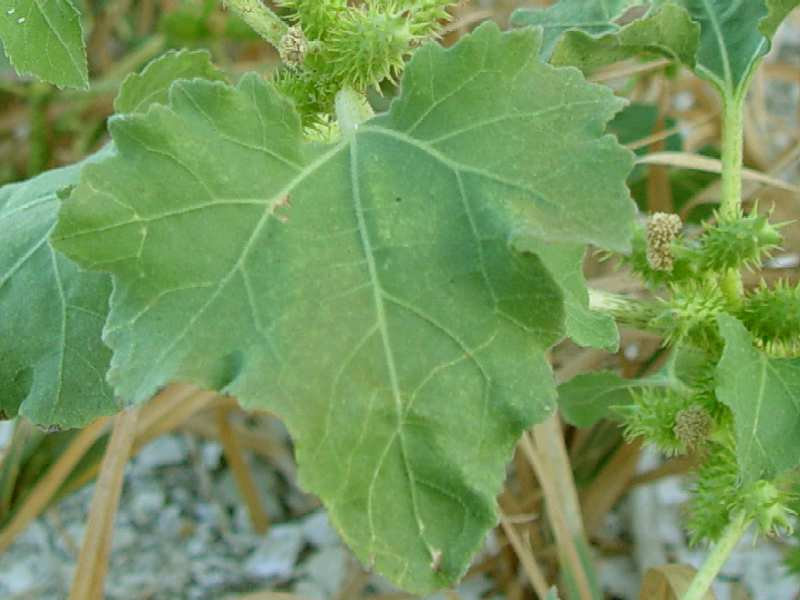
Feuille.
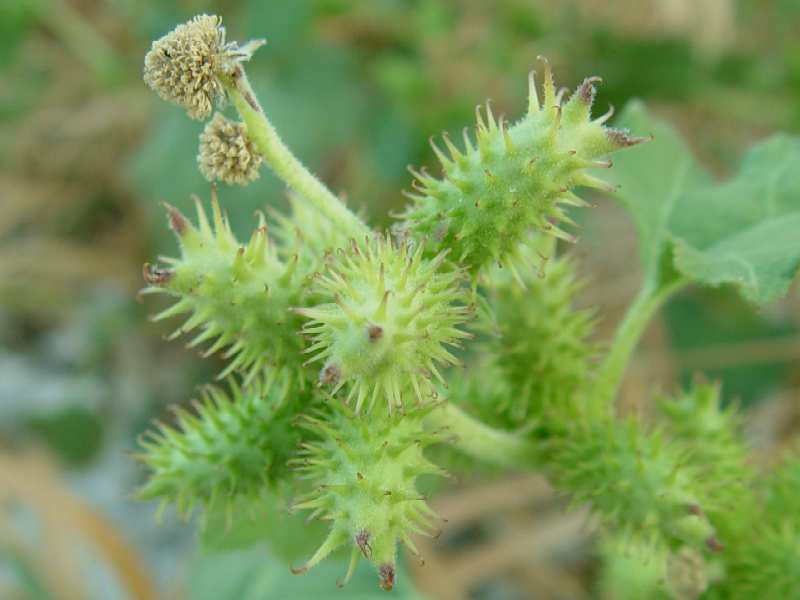
Fruits.
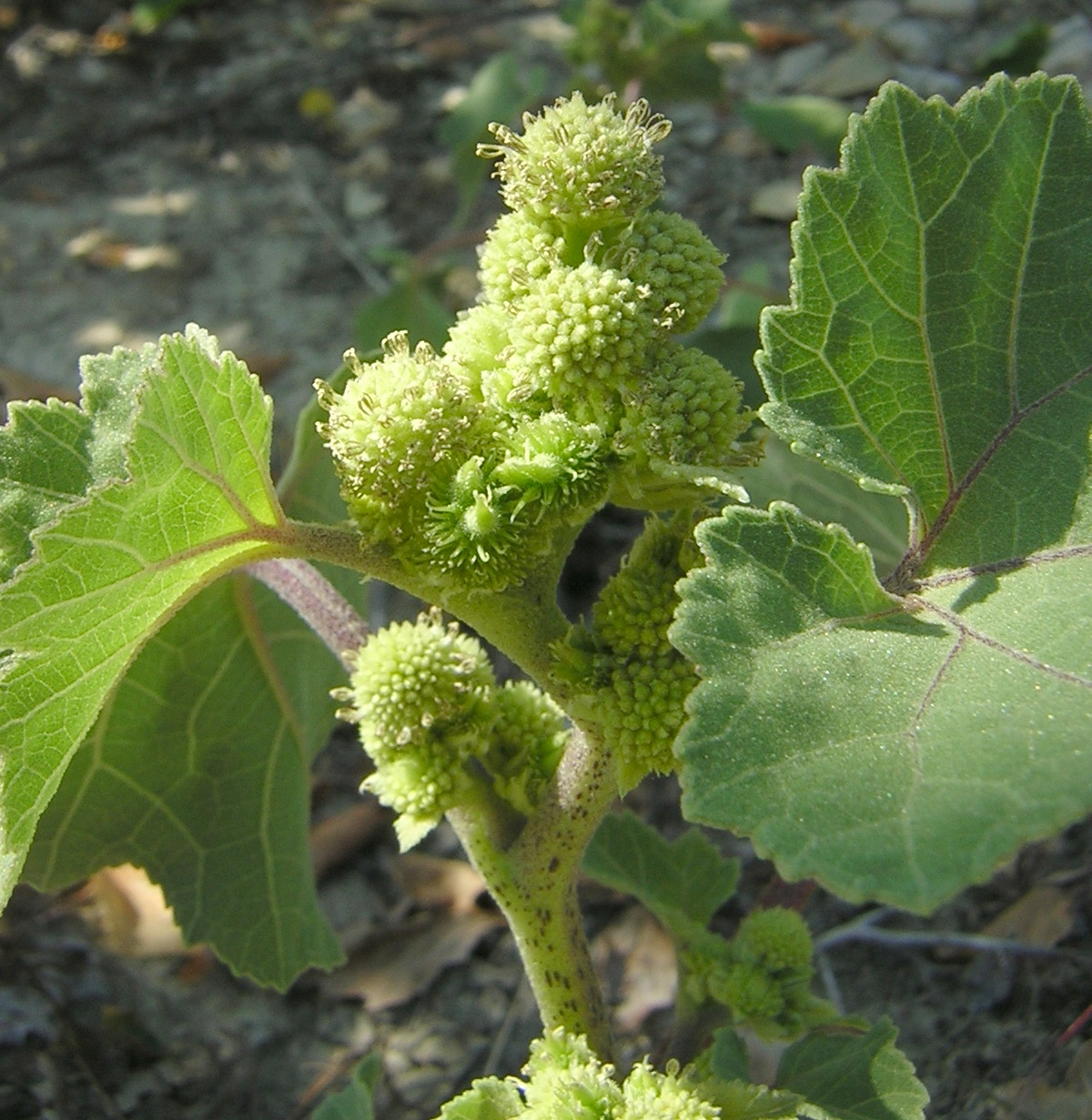
Fleurs.

### Caractéristiques
- Organes reproducteurs
  - Couleur dominante des fleurs : vert
  - Période de floraison : août-novembre
  - Inflorescence : épi de capitules
  - Sexualité : monoïque
  - Ordre de maturation :
  - Pollinisation : entomogame
- Graine
  - Fruit : akène
  - Dissémination : épizoochore
- Habitat et répartition
  - Habitat type : friches annuelles, nitrophiles, thermophiles
  - Aire de répartition : cosmopolite

Données d'après : Julve, Ph., 1998 ff. - Baseflor. Index botanique, écologique et chorologique de la flore de France. Version : 23 avril 2004.
Xanthium strumarium est une plante toxique pour les mammifères du fait qu'elle contient, dans les racines et les graines, un glycoside diterpénoïde toxique pour la respiration cellulaire, l'atractyloside. C'est en outre une plante bioaccumulatrice qui « peut être utilisée pour la phytoremédiation du Pb et du Cu, en particulier pour la phytoextraction du Pb et la phytostabilisation du Cu ».

### Adventice des cultures
Actuellement adventice des champs de tournesol notamment dans le Sud-Ouest de la France, où elle est combattue par l'introduction de variétés de tournesol obtenues par mutagenèse, résistantes à certains herbicides.
L'invasion de cette plante est favorisée par les rotations bisannuelles qui alternent le blé avec le tournesol. Son cycle très rapide lui permet de se développer et de produire des graines très rapidement, dès qu'elle trouve un sol nu et chaud. Les graines s'accrochent facilement et sont vite disséminées de lieu en lieu.
La culture du tournesol relativement récente, à partir des années 1970, a ainsi favorisé le développement du xanthium.
En l'absence de désherbage ou de destruction post-récolte, la plante est victime de maladies (dont l'oïdium).

### Usages
"Les feuilles de lampourde, d'une saveur amère et astringente (ne rougissant pas le papier bleu), étaient jadis employées sous forme de suc ou d'extrait dans les maladies cutanées chroniques et dans celles du système lymphatique. On l'a vantée dans les dartres, le goitre et même dans le cancer. On donnait le suc des feuilles à la dose de 180 g ou l'extrait à celle de 4 à 8 g. L'infusion des feuilles dans le vin blanc fut longtemps en usage contre la gravelle. Les anciens se servaient de cette plante pour teindre leurs cheveux en jaune et en blond, couleur autrefois la plus estimée." Cazin (1868).
"La petite bardane est tout à fait inusitée de nos jours. La turquette et la reine-des-prés étaient aussi complètement abandonnées ; on leur reconnaît de nouveau des propriétés qu'elles ont toujours possédées : il en sera peut-être de même de la lampourde. Cette raison suffit pour la rappeler aux praticiens qui ne dédaignent pas nos plantes indigènes, et justifier la petite place que nous avons cru devoir lui accorder. Il faut donner asile aux proscrits... En médecine, comme en politique, ce qu'on livre aujourd'hui au mépris sera peut-être demain loué avec exagération." Cazin (1868).